# 小行星18334
小行星18334（18334 Drozdov）是一颗绕太阳运转的小行星，为主小行星带小行星。该小行星于1987年9月2日发现。

## 轨道参数
小行星18334的轨道半长轴为2.5687099 UA，离心率为0.244。